# Oléoduc du haut-Magdalena
L'oléoduc du haut-Magdalena (espagnol : Oleoducto del Alto Magdalena) est un oléoduc situé en Colombie. Il relie les champs pétrolifères situés dans le bassin supérieur du río Magdalena à la station de Vasconia, depuis laquelle le pétrole est acheminé au port caribéen de Coveñas par le pipeline Ocensa ou le pipeline de Colombie. Il est détenu à 49 % par Ecopetrol.